# 190 av. J.-C.
Cette page concerne l'année 190 av. J.-C. du calendrier julien proleptique.

## Événements
- 18 novembre 191 av. J.-C. (15 mars 564 du calendrier romain) : début à Rome du consulat de Lucius Cornelius Scipio (futur Scipion l'Asiatique) et Caius Laelius[1].
  - Le Sénat romain signifie aux représentants de la Ligue étolienne qu'ils doivent reconnaître la suprématie de Rome, avoir les mêmes amis et les mêmes ennemis, livrer leurs armes et leurs chevaux et payer une contribution de 1 000 talents ; au retour de leurs députés, les Étoliens refusent les conditions du Sénat. Ils fortifient le mont Corax pour empêcher l'armée romaine d'Acilius Glabrio, qui hiverne en Phocide, de reprendre le siège de Naupacte. Ce-dernier les surprend en prenant Lamía et en attaquant Amphissa[2].
- 14 mars : éclipse solaire mentionnée dans les annales romaines[1].
- 18 mars (15 juillet 563 du calendrier romain) : le consul Lucius Scipion et son frère le légat Scipion l'Africain rassemblent les troupes romaines à Brundisium[1].
- Printemps : Lucius Scipion et son frère arrivent en Étolie, échouent à forcer Hypate à se rendre, et rejoignent Glabrio à Amphissa, où les Athéniens intercèdent en faveur des Étoliens ; Lucius Scipion s'en tient aux directives du Sénat en dépit des plaintes des Étoliens concernant les trop lourdes indemnités, mais leur accorde une trêve de six mois pour qu'ils dépêchent une nouvelle ambassade à Rome. Les deux Scipion mènent alors leurs troupes à travers la Macédoine et la Thrace vers l'Hellespont, avec l'aide de Philippe V[2].
- Août et septembre : victoire des flottes de Rhodes et de Pergame aux batailles de l'Eurymédon (ou de Sidé) et de Myonnésos (en) sur celles d’Antiochos III[3].
- Décembre : les légions de L. Scipion, conseillé par son frère le légat Scipion l'Africain, traversent l’Hellespont. Alliées à Pergame, elles sont victorieuses d’Antiochos III de Syrie à la bataille de Magnésie du Sipyle, dans la région de Smyrne. Antiochos demande la paix et perd ses possessions en Europe et en Asie Mineure[1].
- 30 décembre : trois mille colons sont recrutés pour Bononia (Bologne) avec des lots importants de 50 et 70 jugères[4].

## Naissances en 190 av. J.-C.
- Térence, poète comique latin.
- Hipparque, astronome, géographe et mathématicien grec (date approximative).

## Décès en 190 av. J.-C.
- Apollonius de Perga, géomètre et astronome grec (date approximative).